# グランゼーラ
株式会社グランゼーラ（英: Granzella Inc.）は、石川県金沢市に本社を置く家庭用ゲームソフトウェアの企画、制作、販売を主な事業内容とする企業。コンピュータエンターテインメント協会正会員。

## 概要
2011年4月、九条一馬などアイレムソフトウェアエンジニアリング（以下アイレムと表記）から独立したスタッフによって設立。社長の名倉剛は、かつてアイレムの通販サイト「アイレム横丁」で責任者を務めていた。社名はアイレムより発売されたゲーム『R-TYPE TACTICS II -Operation BITTER CHOCOLATE-』に登場する「グランゼーラ革命軍」が由来である。なお、「グランゼーラ」以外の社名候補も『R-TYPE』シリーズに由来する物だった。設立後、しばらくは独立前から手がけていたPlayStation Home向けコンテンツの開発をメインに活動していた。
2014年6月30日にビジュアル制作部門を「株式会社グランゼーラビジュアル」、海外向けゲーム制作・スマートフォンアプリ制作部門を「株式会社グランゼーラ・オンラインエンターテイメント」へ分社化した。
2014年12月、かつて九条がアイレム在籍時に中核的存在として開発していた絶体絶命都市シリーズタイトル（新規タイトルを含む）に関する全世界でのIPおよび販売権を取得。『絶体絶命都市4』の開発再開が発表され、歴代シリーズはゲームアーカイブスなどのダウンロード流通で販売されている。
2015年9月、バンダイナムコエンターテインメントとの共同プロジェクト『プロジェクト巨影都市（仮）』を発表。タイトルは後に『巨影都市』に決定。上記の『絶体絶命都市』シリーズとは別の作品として扱われる。
2015年11月、制作部門を「株式会社Gzスタジオ」として分社化したことを発表。
2017年3月、初の自社パブリッシングタイトルとなるスマートフォン用アプリ『SOCCER LOVE』をリリース。

## 沿革
- 2011年
  - 4月 - 会社設立。
  - 7月 - PlayStation Homeに特設ラウンジ第一弾「南の島の隠れ家」を設置[6]
- 2014年
  - 6月30日 - 株式会社グランゼーラビジュアル、株式会社グランゼーラ・オンラインエンターテイメントを設立、事業の分社化。
  - 10月30日 - 初の自社IPタイトルとして『マンガ・カ・ケール』を発表。
  - 12月 - 『絶体絶命都市シリーズ』の版権を取得。
- 2015年
  - 7月 - ゲーム制作部門を株式会社Gzスタジオとして分社化。
  - 11月 - 音楽レーベル「Granzella Music」立ち上げ[7]。
- 2017年
  - 5月2日 - 株式会社グランゼーラビジュアルを株式会社グランゼーラ・ゲームファクトリーに商号・所在地変更。
  - 11月 - 本社を石川県野々市市に移転。
- 2019年7月9日 - 本社を石川県金沢市に移転。

## 開発タイトル
| 発売日（日本） | タイトル                            | プラットフォーム | 備考                                           |
| -------------- | ----------------------------------- | ---------------- | ---------------------------------------------- |
| 2017年3月30日  | SOCCER LOVE                         | iOS / Android    | 2018年7月27日サービス終了                      |
| 2017年10月19日 | 巨影都市                            | PlayStation 4    | 発売元：バンダイナムコエンターテインメント     |
| 2018年1月26日  | マンガ・カ・ケール                  | PlayStation Vita | 発売元：グランゼーラ                           |
| 2018年6月19日  | マンガ・カ・ケール                  | PlayStation 4    | 発売元：グランゼーラ                           |
| 2018年11月22日 | 絶体絶命都市4Plus -Summer Memories- | PlayStation 4    | 発売元：グランゼーラ 海外版発売元：NIS America |
| 2019年9月26日  | 絶体絶命都市4Plus -Summer Memories- | Nintendo Switch  | 発売元：グランゼーラ 海外版発売元：NIS America |
| 2020年4月7日   | 絶体絶命都市4Plus -Summer Memories- | Windows          | 発売元：グランゼーラ 海外版発売元：NIS America |
| 2018年4月26日  | 不如帰 大乱 -1553 竜虎相搏つ-       | Nintendo Switch  | 発売元：グランゼーラ                           |
| 2021年4月29日  | R-TYPE FINAL2                       | PlayStation 4    | 発売元：グランゼーラ                           |
| 2021年4月29日  | R-TYPE FINAL2                       | Nintendo Switch  | 発売元：グランゼーラ                           |
| 2021年4月29日  | R-TYPE FINAL2                       | Xbox One         | 発売元：グランゼーラ                           |
| 2021年4月29日  | R-TYPE FINAL2                       | Xbox Series X/S  | 発売元：グランゼーラ                           |
| 2021年5月1日   | R-TYPE FINAL2                       | Windows          | 発売元：グランゼーラ                           |
| 2023年3月23日  | R-TYPE FINAL 3 EVOLVED              | PlayStation 5    | 発売元：グランゼーラ                           |
| 2025年         | R-TYPE TACTICS I・II COSMOS         | Nintendo Switch  | 発売元：グランゼーラ                           |
| 2025年         | R-TYPE TACTICS I・II COSMOS         | PlayStation 5    | 発売元：グランゼーラ                           |
| 2025年         | R-TYPE TACTICS I・II COSMOS         | PlayStation 4    | 発売元：グランゼーラ                           |
| 2025年         | R-TYPE TACTICS I・II COSMOS         | Xbox Series X/S  | 発売元：グランゼーラ                           |
| 2025年         | R-TYPE TACTICS I・II COSMOS         | PC               | 発売元：グランゼーラ                           |
| 時期未定       | 絶体絶命都市5                       | 未定             | 発売元：グランゼーラ                           |
| 時期未定       | FZ：フォーメーションZ               | PlayStation 5    | 共同開発・発売元：シティコネクション           |

## 事業拠点
- 野々市スタジオ、Gzスタジオ - 石川県野々市市末松三丁目570番いしかわ大学連携インキュベータ3階
- 名古屋スタジオ、グランゼーラ・ゲームファクトリー - 愛知県名古屋市昭和区福江二丁目9番33号名古屋ビジネスインキュベータ白金

## ゲーム開発以外の活動
かつてアイレムホームページ上で連載されていた「ふる里4コマ小唄」及び日記「開発者の館」は、それぞれ「ずっこけ4コマ革命軍」「ずっこけ革命戦士たちの奮闘日誌」と名を変えて連載が開始されている。また、新コーナーとして金沢の名所などを紹介する「金沢ライフマップ」の連載も行われている。
また、アイレムが力を入れていたエイプリルフールイベントも実施している。2012年は準備が間に合わず実施出来なかったが、2013年から無事に開始された。しかし2015年は会社のソフト開発が本格始動に乗り始めたばかりであった為、2016年は準備はしていたが「従来の枠組みを超えるものには及ばなかった」という判断により中止となった。こうした現状についてエイプリルフール実行委員長の九条は「イベントのあり様や提供手段を一から見直す」と語っているが、それ以降イベントは行われていない。

## 協賛
地元金沢市をホームとする、日本プロサッカーリーグ所属ツエーゲン金沢を応援する体制をとっており、スペシャルマッチパートナーとしてホームゲームに度々協賛している。また、ツエーゲン金沢の壁時計アプリをAndroid向けに開発、配布していた。